# Кливландов шоу
Кливландов шоу (енгл. The Cleveland Show) америчка је анимирана комедија ситуације коју су створили Сет Макфарлан, Ричард Апел и Мајк Хенри за Fox Broadcasting Company. Спиноф је серије Породични човек, а прати Кливланда Брауна, његову нову супругу Дону Табс Браун, као и њихово троје деце: Кливланда Брауна Млађег, Роберту Табс и Рала Табса. Слично као и Породични човек, често исмева америчку културу, иако знатно мање него Породични човек. Отказана је након четири сезоне.
Премијера је приказана 27. септембра 2009. и емитована је до 19. маја 2013. године, са укупно 88 епизода током 4 сезоне. Номинована је за награду Ени, награду Еми за програм у ударном термину и две Награде по избору тинејџера, иако је добила помешане рецензије критичара. Скоро годину дана након отказивања серије, Кливланд се вратио серији Породични човек, у пратњи остатка породице Браун Табс, у епизоди 12. сезоне током које му пријатељи немилосрдно исмевају серију.

## Епизоде
| Сезона | Сезона | Епизоде | Епизоде | Оригинално емитовање | Оригинално емитовање |
| Сезона | Сезона | Епизоде | Епизоде | Премијера            | Финале               |
| ------ | ------ | ------- | ------- | -------------------- | -------------------- |
|        | 1.     | 21      | 21      | 27. септембар 2009.  | 23. мај 2010.        |
|        | 2.     | 22      | 22      | 26. септембар 2010.  | 15. мај 2011.        |
|        | 3.     | 22      | 22      | 25. септембар 2011.  | 20. мај 2012.        |
|        | 4.     | 23      | 23      | 7. октобар 2012.     | 19. мај 2013.        |